# Biserica de lemn din Colibași

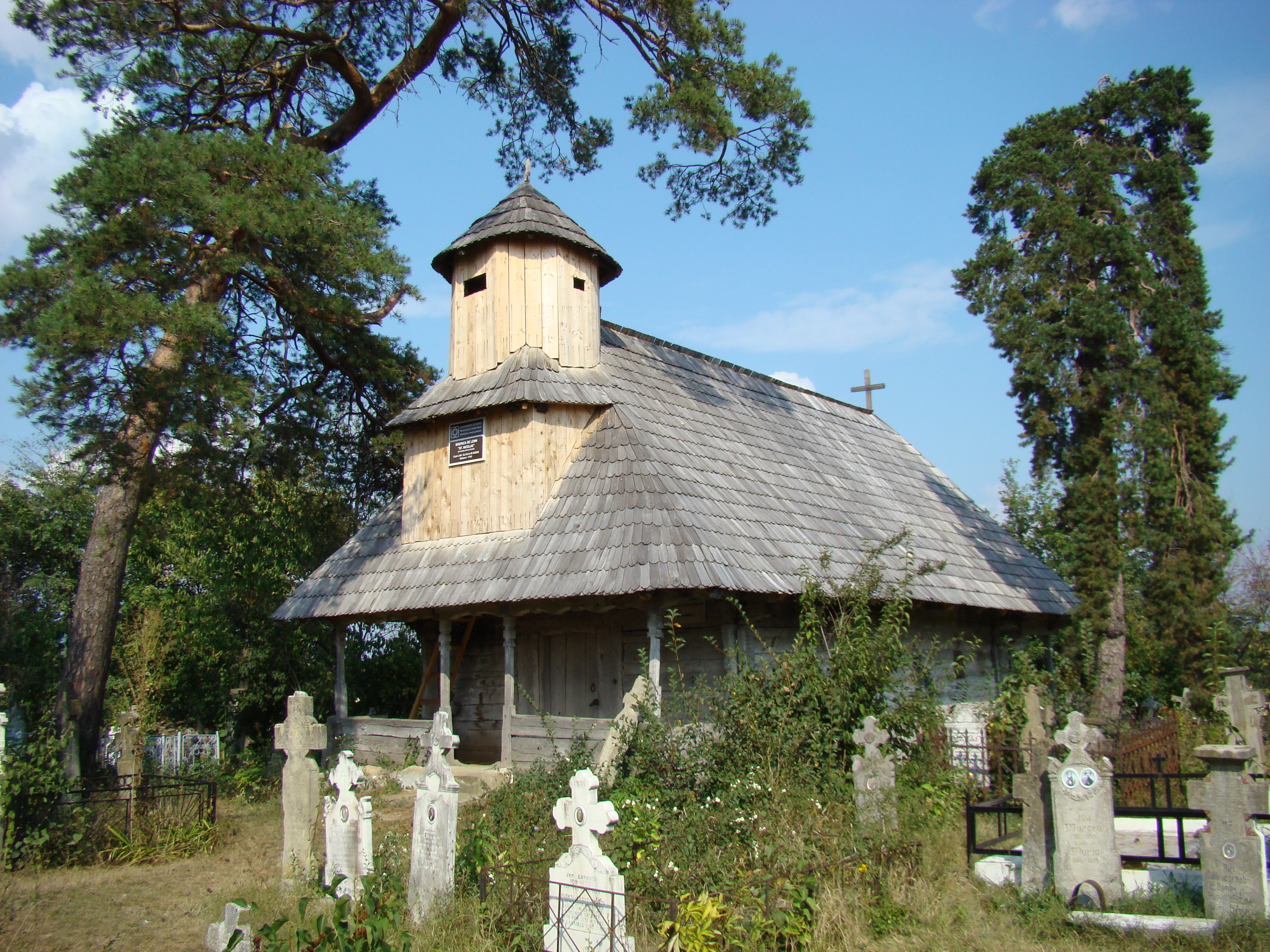
Biserica de lemn „Sfântul Nicolae” din Colibași, comuna Scoarța, județul Gorj, foto: septembrie 2009.

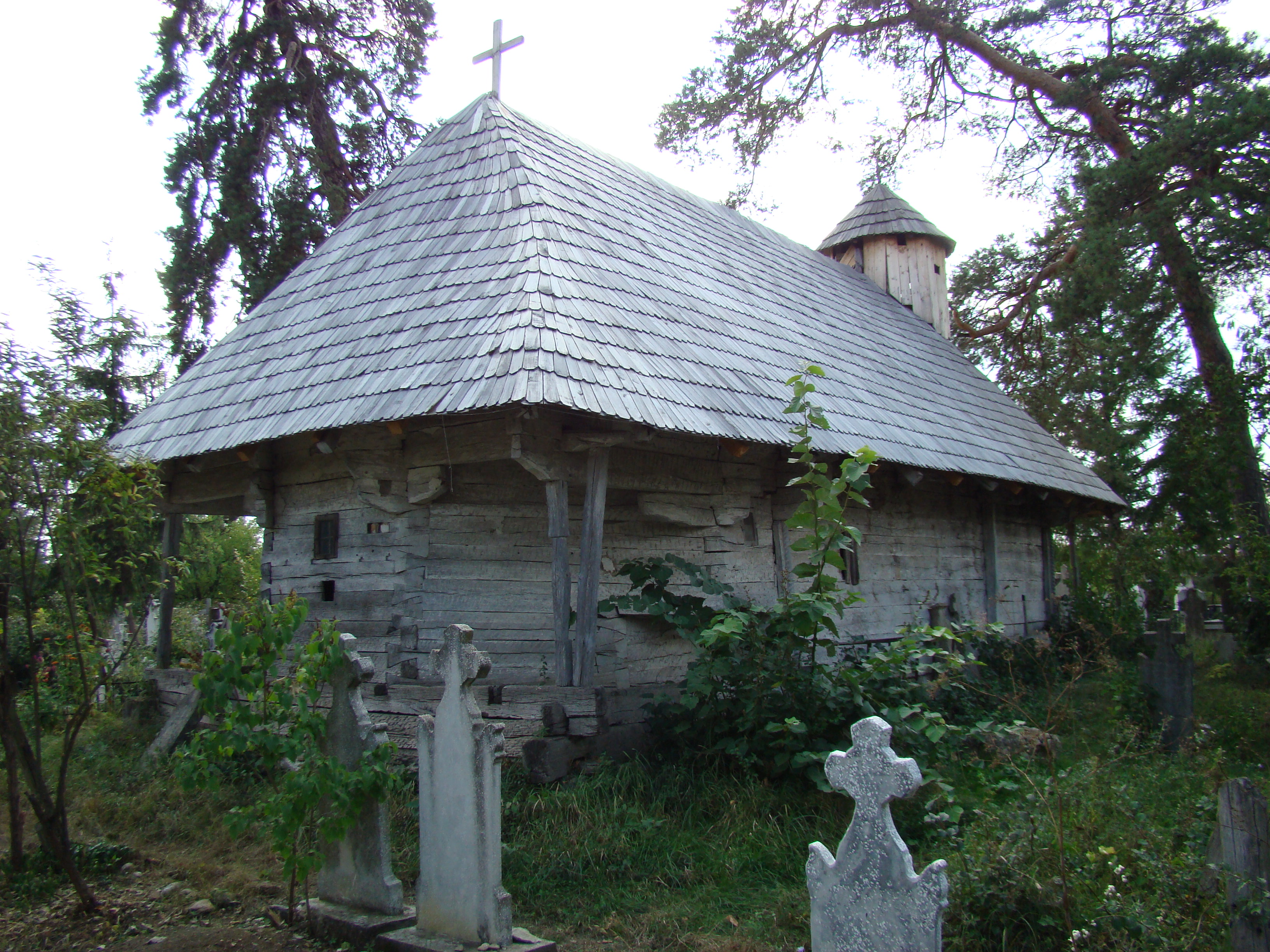
Biserica (nord-est)

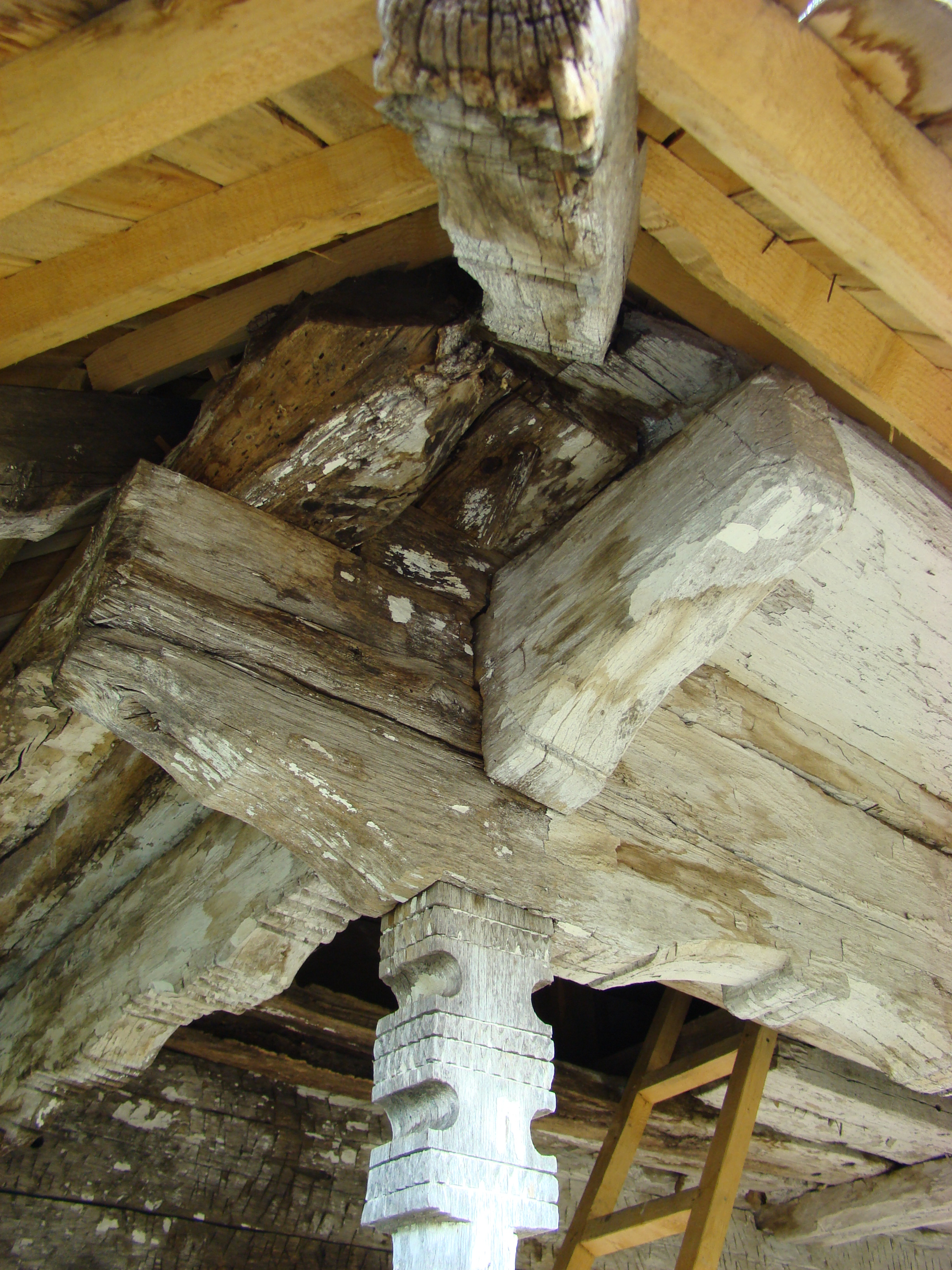
Capitel de stâlp şi console la pridvor

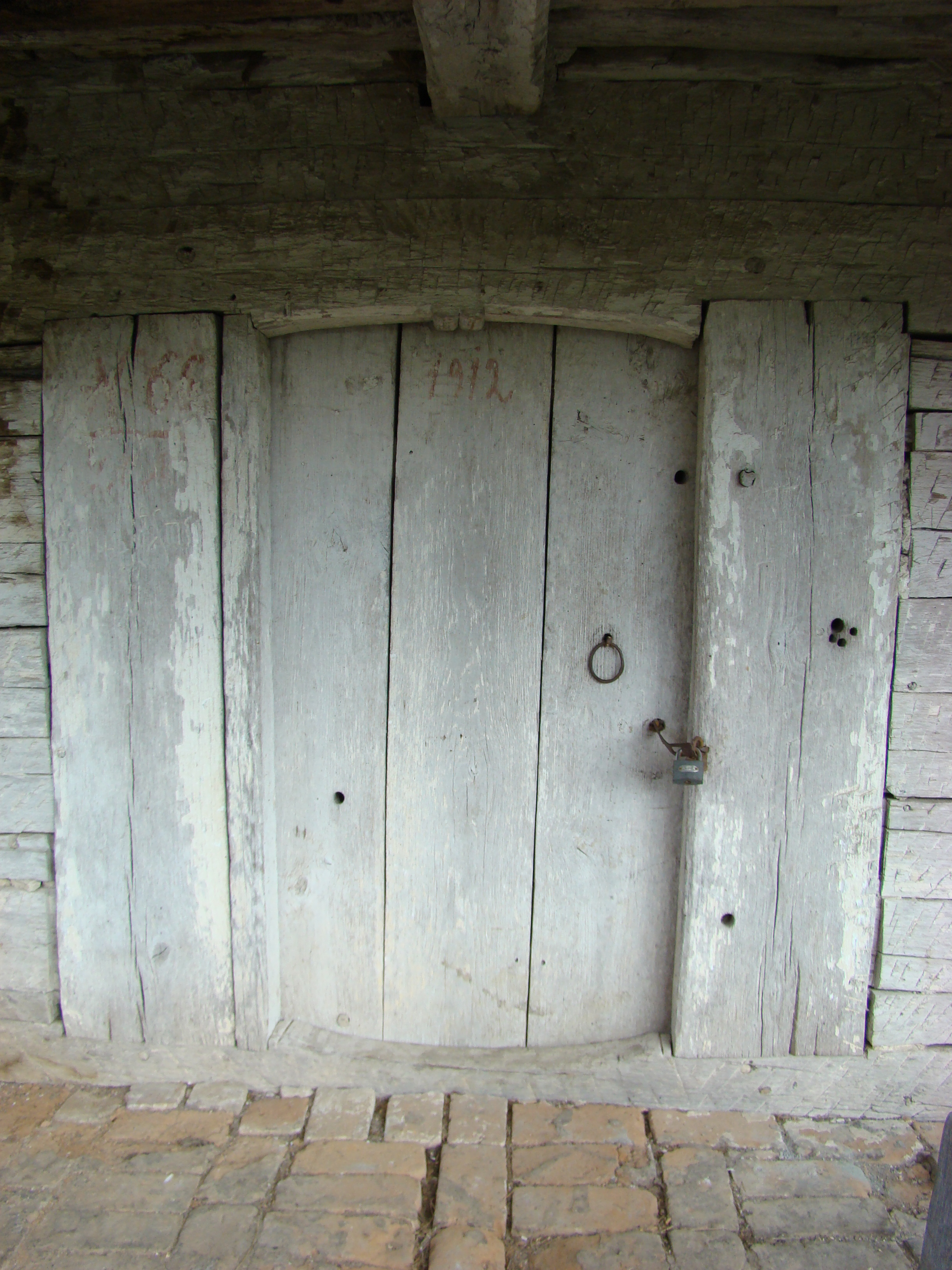
Portalul exterior

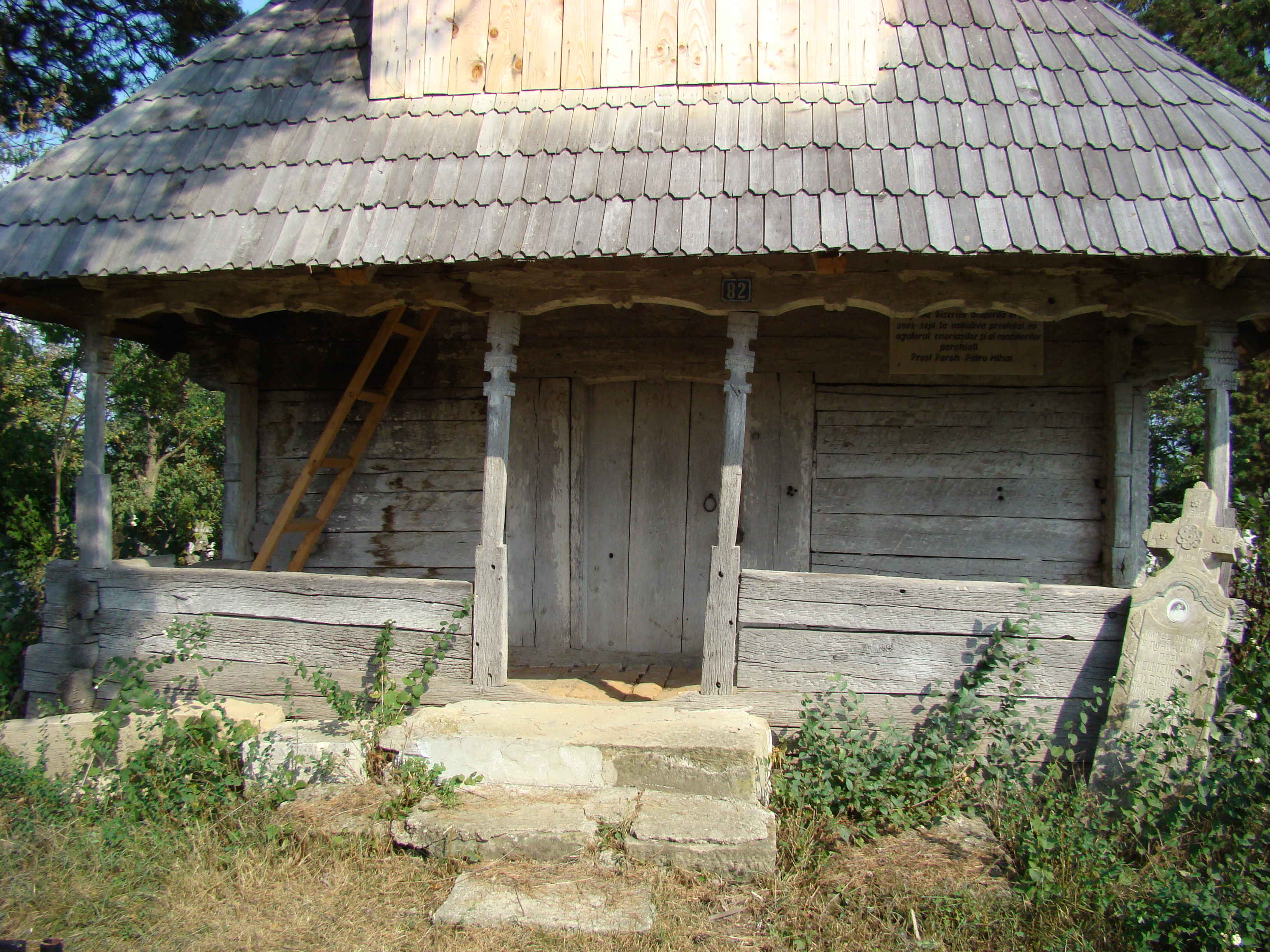
Prispa

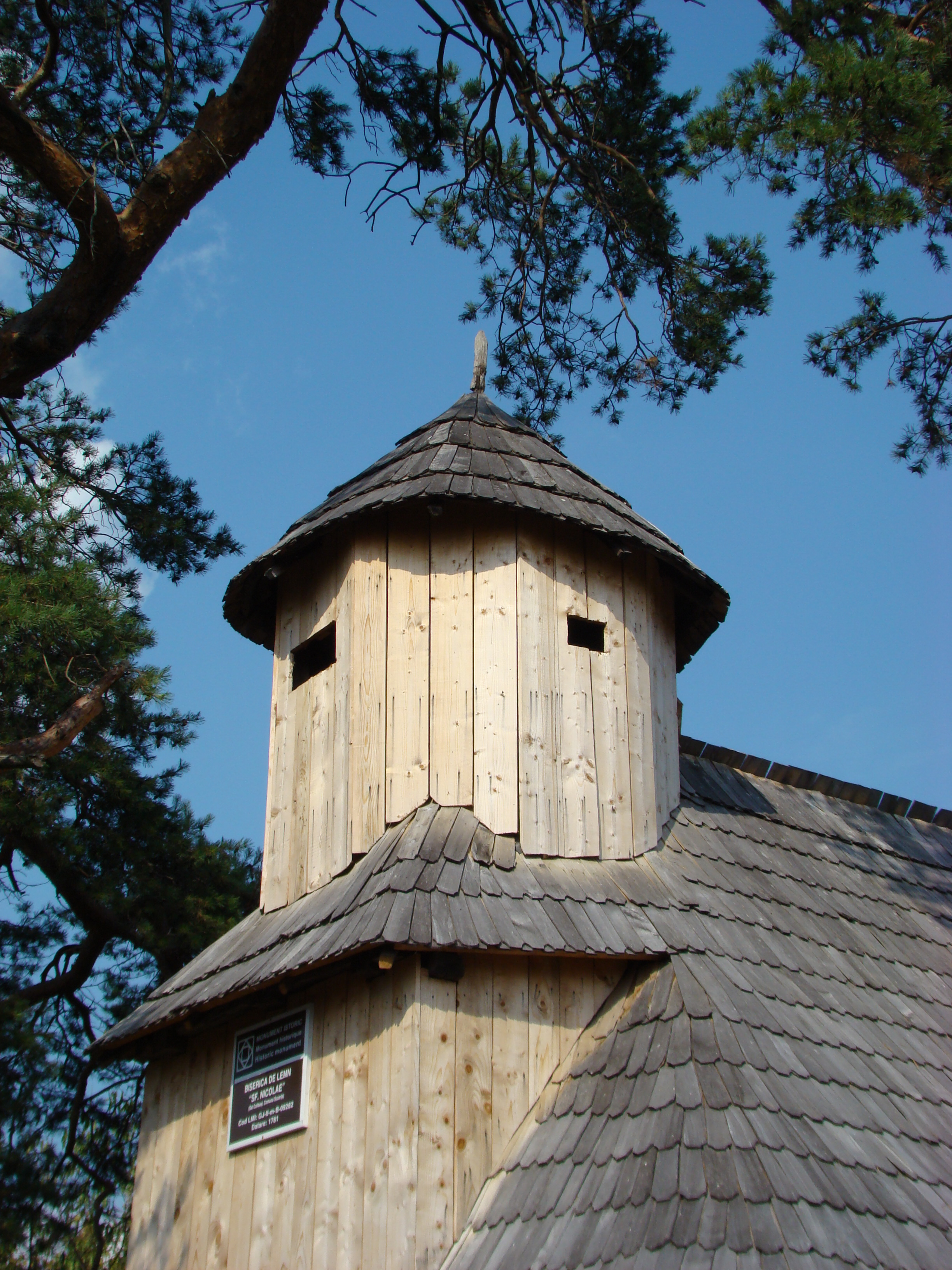
Clopotnița

Biserica de lemn din Colibași, comuna Scoarța, județul Gorj, a fost construită în 1781. Are hramul „Sfântul Nicolae”. Biserica se află pe noua listă a monumentelor istorice sub codul LMI:  GJ-II-m-B-09282.

## Istoric și trăsături
Cea mai veche dată păstrată despre ea este 1780, când se spune că a fost construită de popa Sandu Ghiga. În 1909 era menționată ca fiind în „stare rea”. Este exact anul în care a fost ridicată noua biserică parohială de zid, cu același hram. Dacă pe usciorul stâng al intrării se poate descifra văleatul „7304” (1795-1796), câteva trăsături îi pot coborî vârsta în prima parte a veacului: peretele plin între pronaos și naos, peretele vestic, cu ușciori masivi, pragul de sus fiind marcat prin crestături, zăvorul de lemn al ușii de intrare.
Planimetria descrie o navă dreptunghiulară (7,20 m/5,10 m), altar poligonal, cu cinci laturi, cu decroș numai în registrul inferior al laturilor de nord și de sud. În structura altarului intră însă și prispa, realizată prin prelungirea temeliei și a bârnelor de sus, la intersecția acestora găsindu-se câte un stâlp sculptat.
Biserica se remarcă prin măiestria îmbinărilor, consolele crestate, frumusețea undrelelelor, cu profil în frânghie, fruntarele prispei bogat dantelate, stâlpii gen „pom”, cu capitelul crestat și ornat cu multe brățări.
Acoperirea interioară este formată dintr-o boltă în leagăn peste naos, iar la altar intersecția de bârne drepte cu fâșiile înclinate.
Lăcașul de cult și cimitirul se află deasupra văii Blahniței; peste prispă a fost adăugată ulterior o clopotniță, pe două nivele, separate prin poale de șiță.
Tâmpla a fost pictată în anul 1858 de Marin zugravu, cel care a pictat și biserica din Vlădoi (Novaci). Registrele tâmplei sunt: Crucea Răstignirii și moleniile, fragmente dintr-o friză de prooroci, icoane reprezentând apostoli și praznicele.
Ușile împărătești sunt de mici dimensiuni (0,94 m/0,58 m) și reprezintă Buna Vestire. Icoanele împărătești au următoarele teme: Arhanghelii Mihail și Gavriil, Sfântul Ioan Botezătorul, ținându-și capul pe tipsie, Sfântul Nicolae; Sfinții Vasile, Grigorie și Ioan; Deisis, pe tron (cu busturile Mariei și a lui Ioan în nori); Maica Domnului cu Pruncul.

## Imagini din exterior

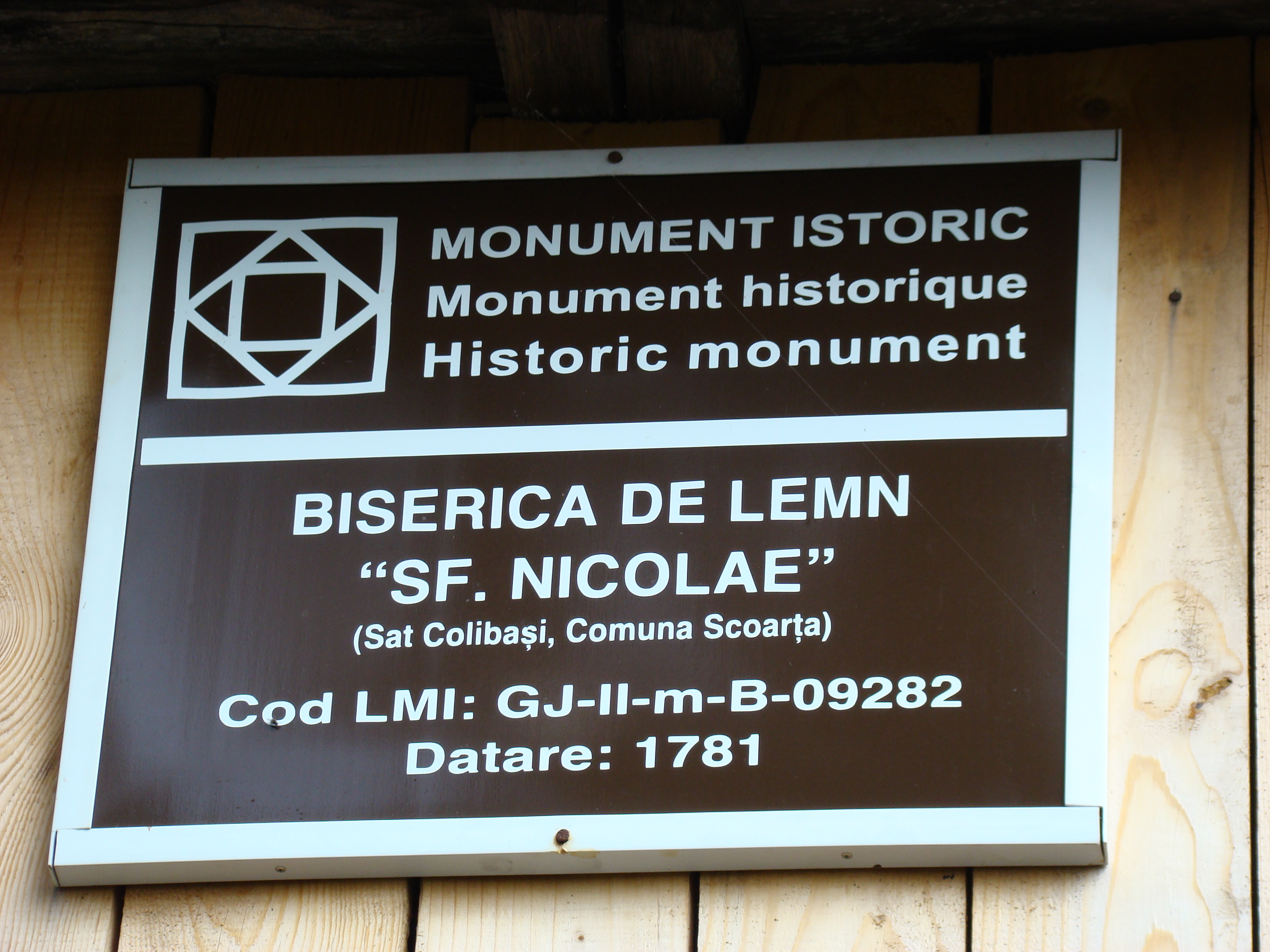
Tablă de monument
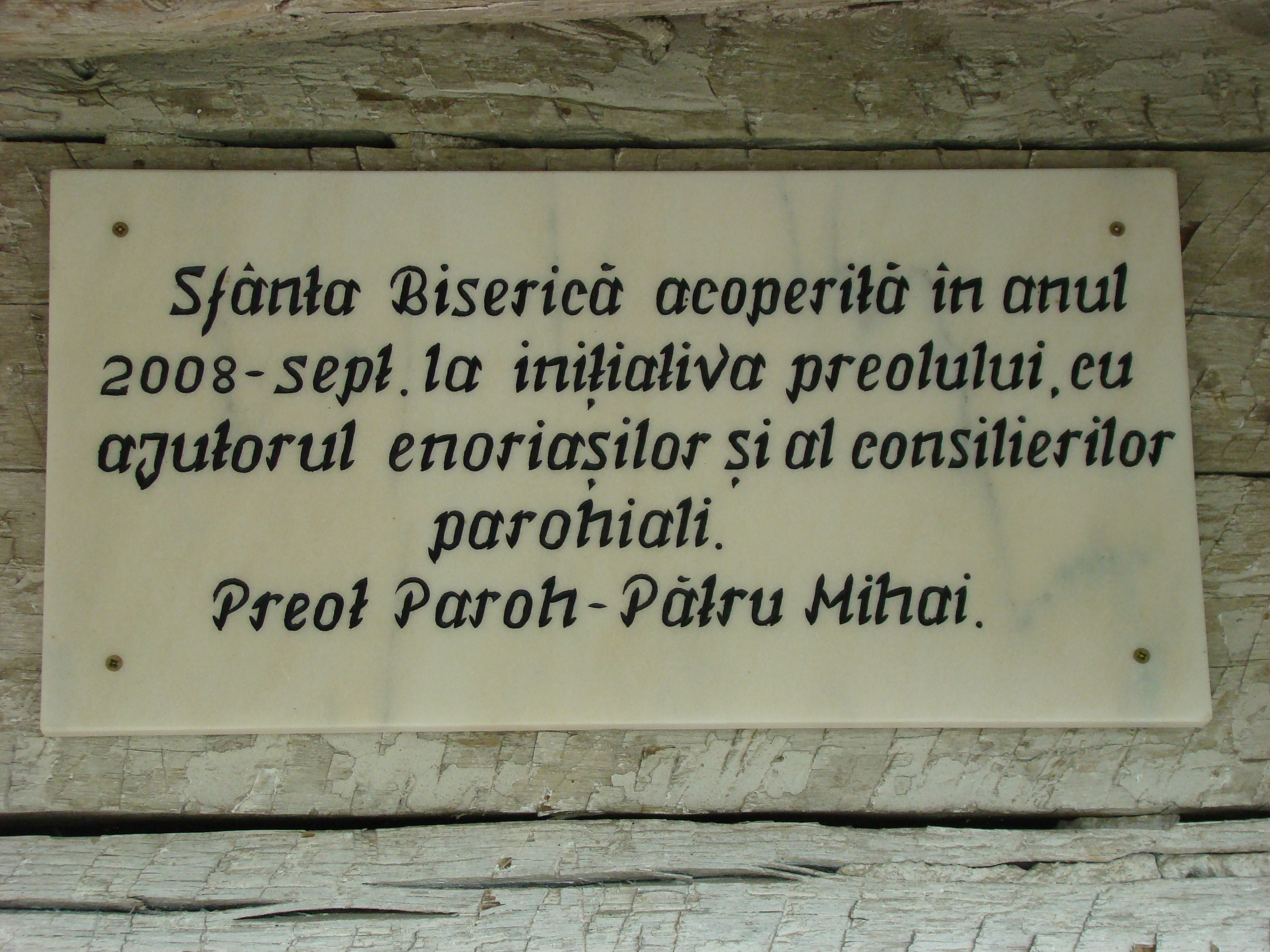
Pisanie
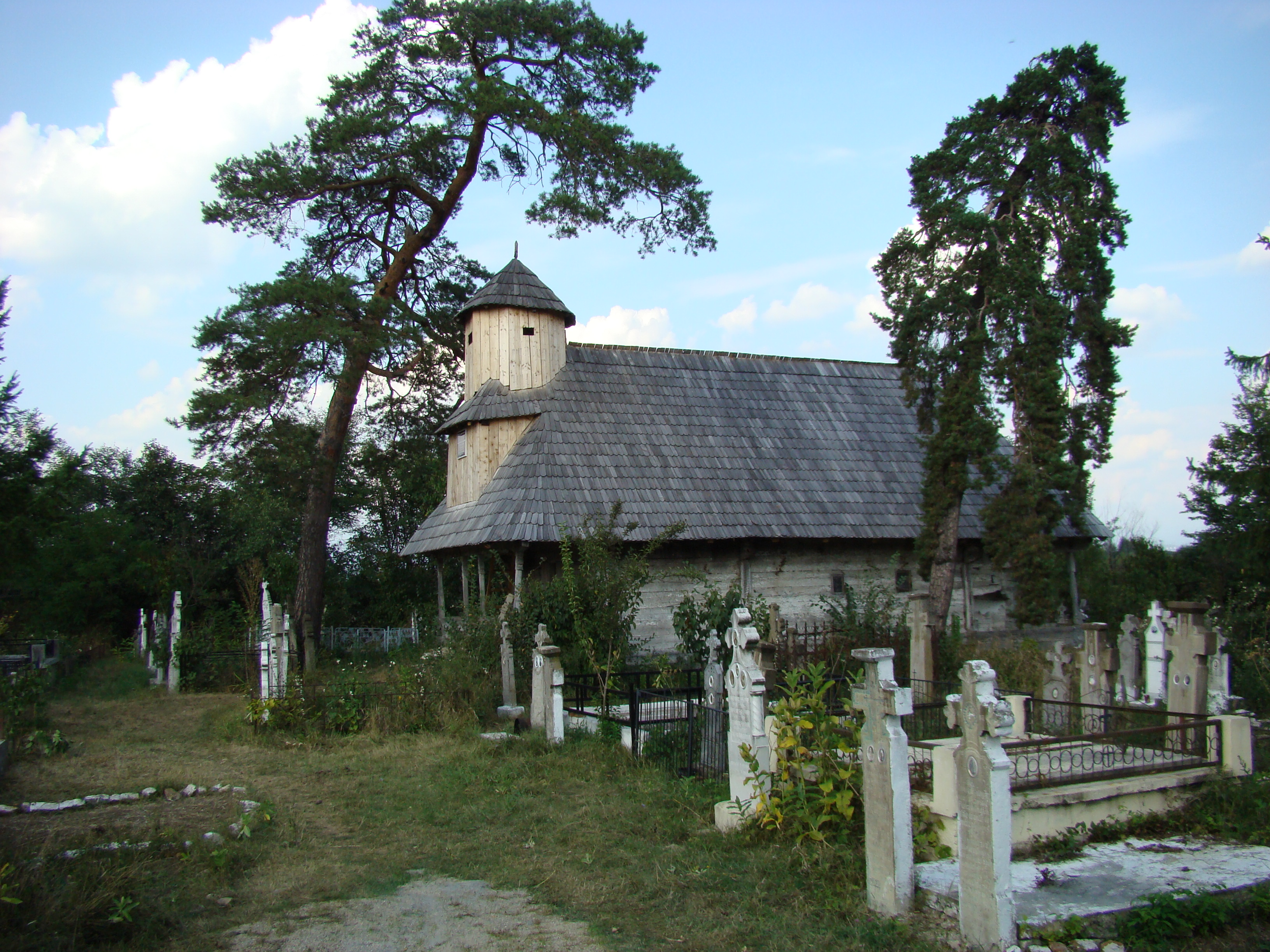
Biserica (sud)
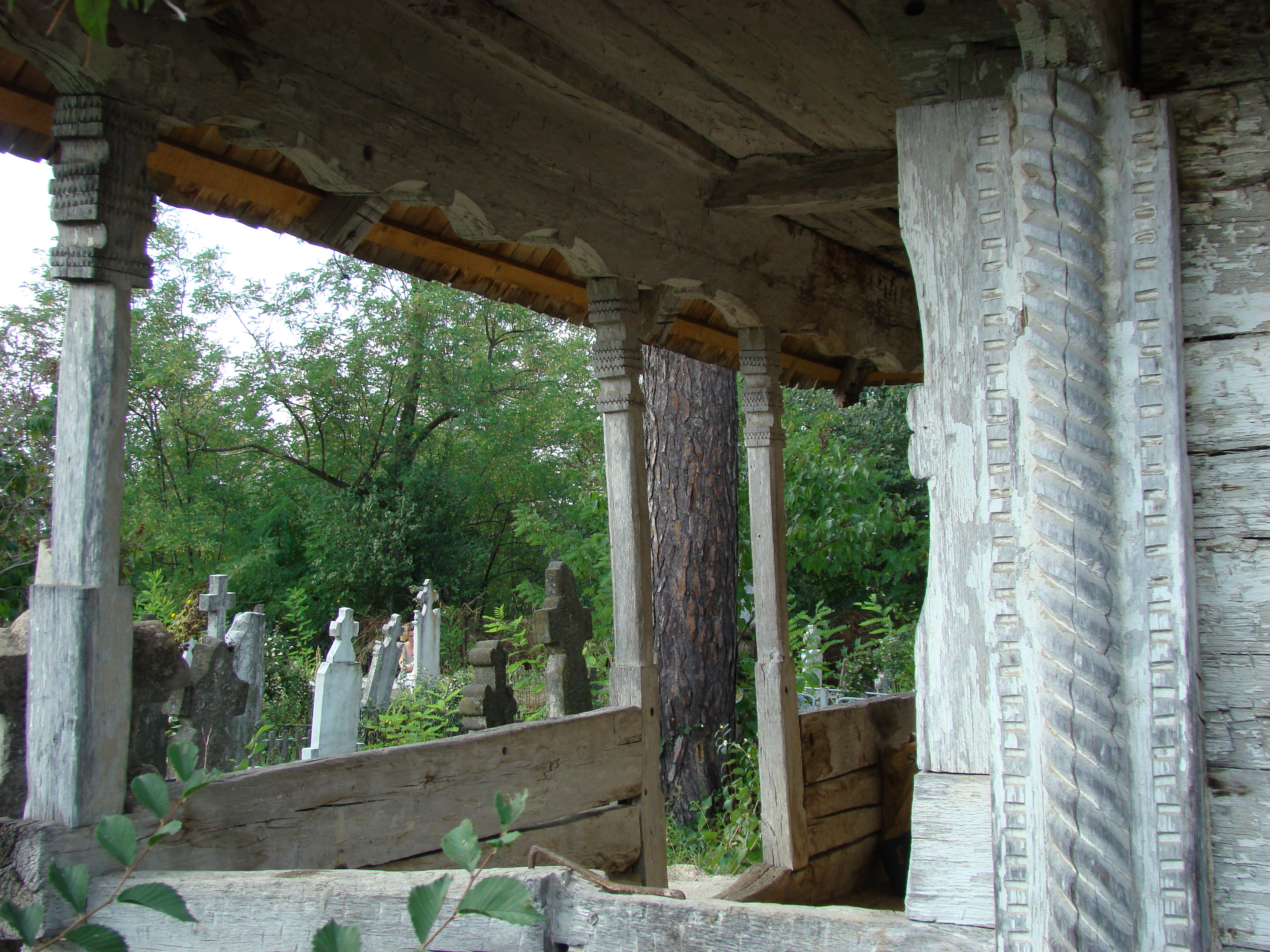
Detaliu la prispă (stâlp şi stenap)
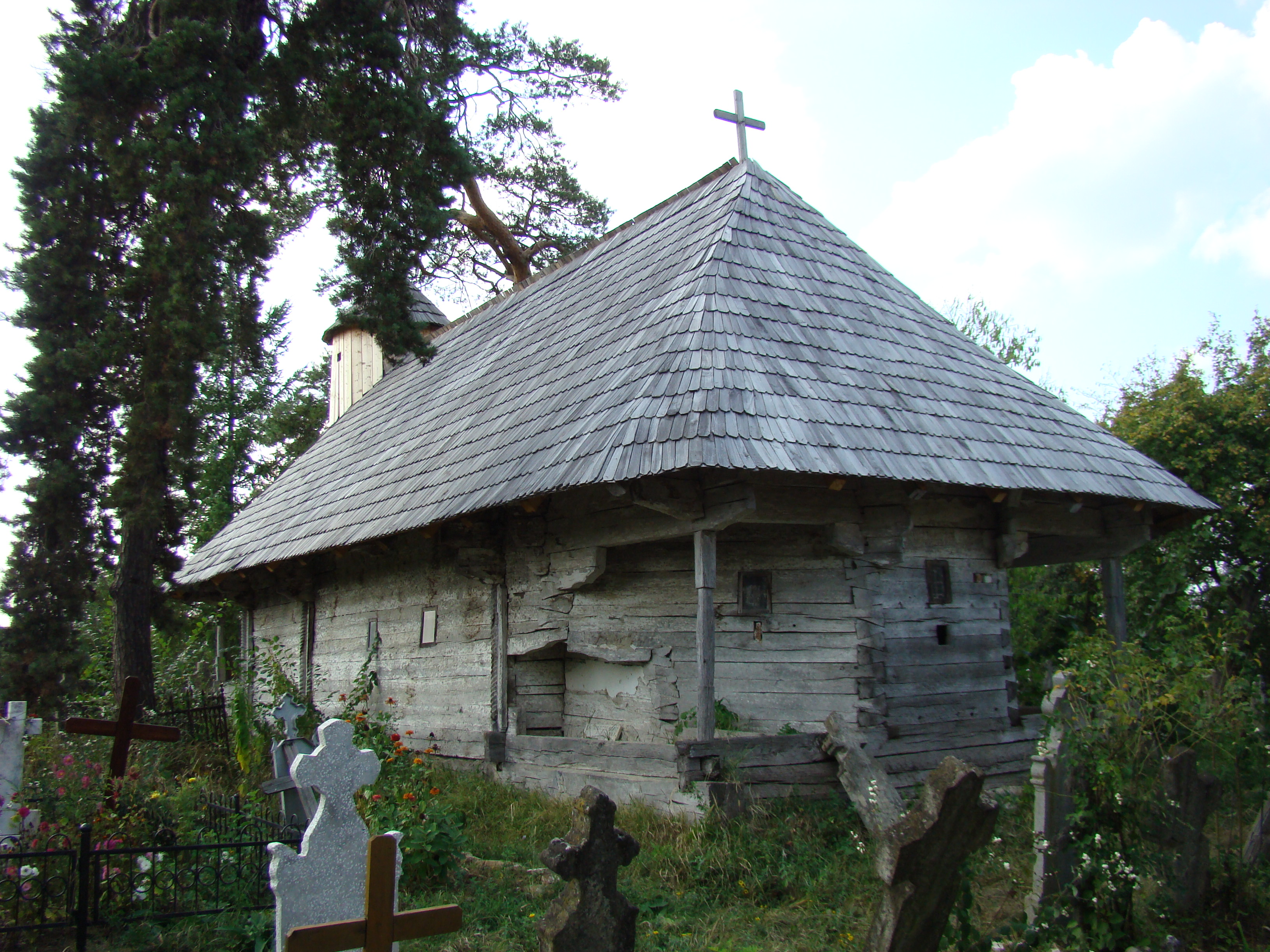
Biserica (sud-est)
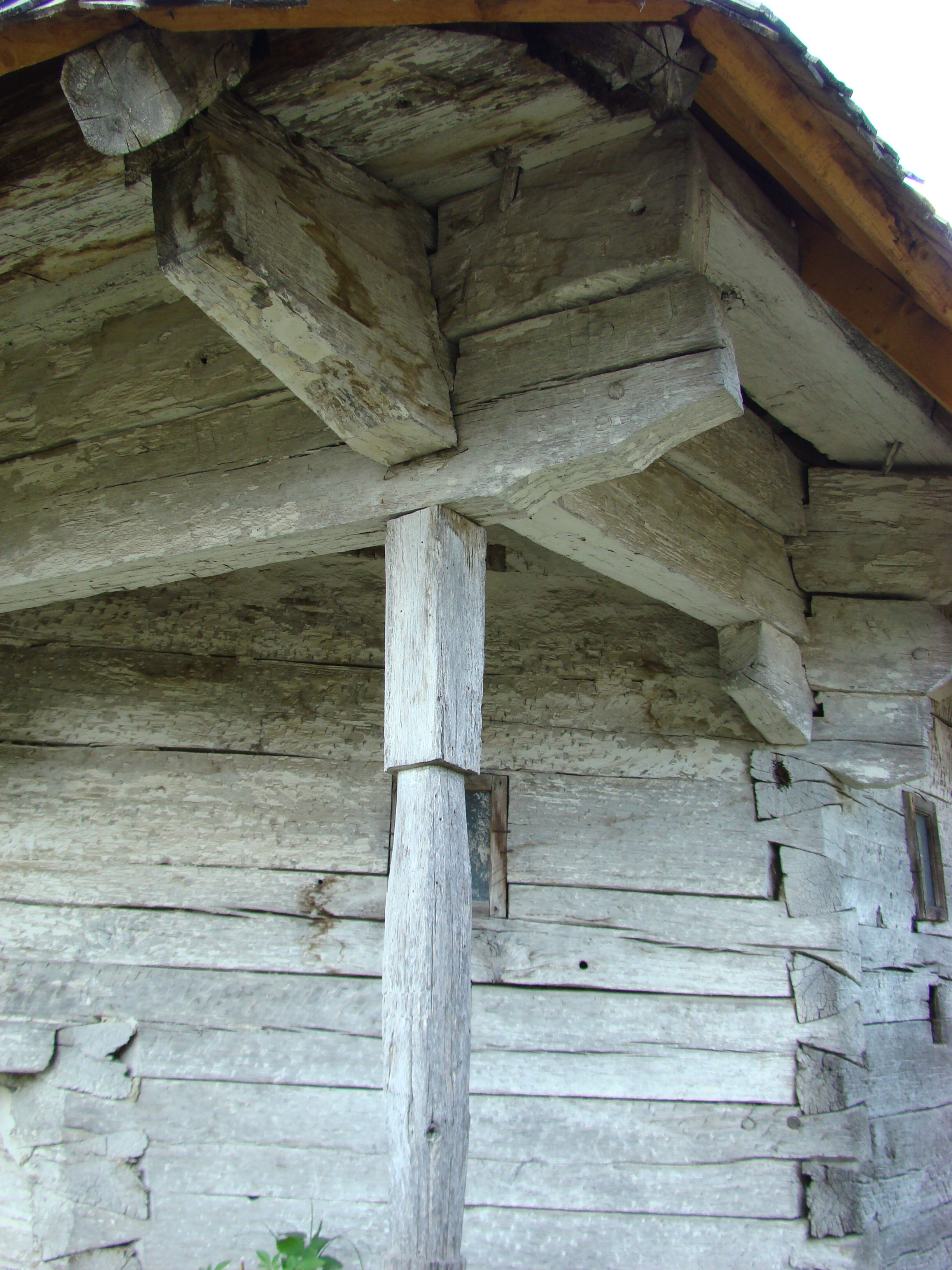
Stâlp şi console la prispă (altar)
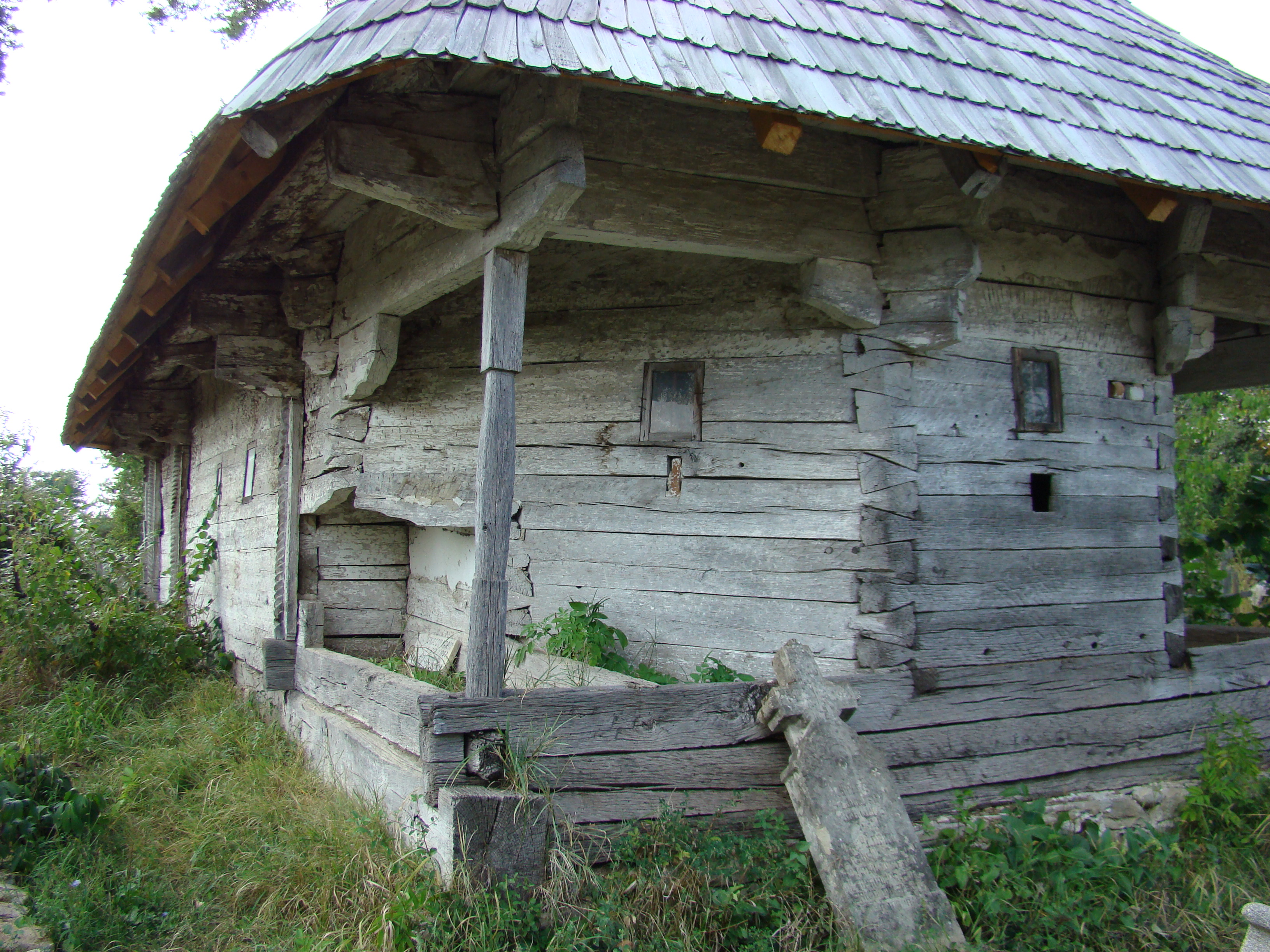
Latura de sud
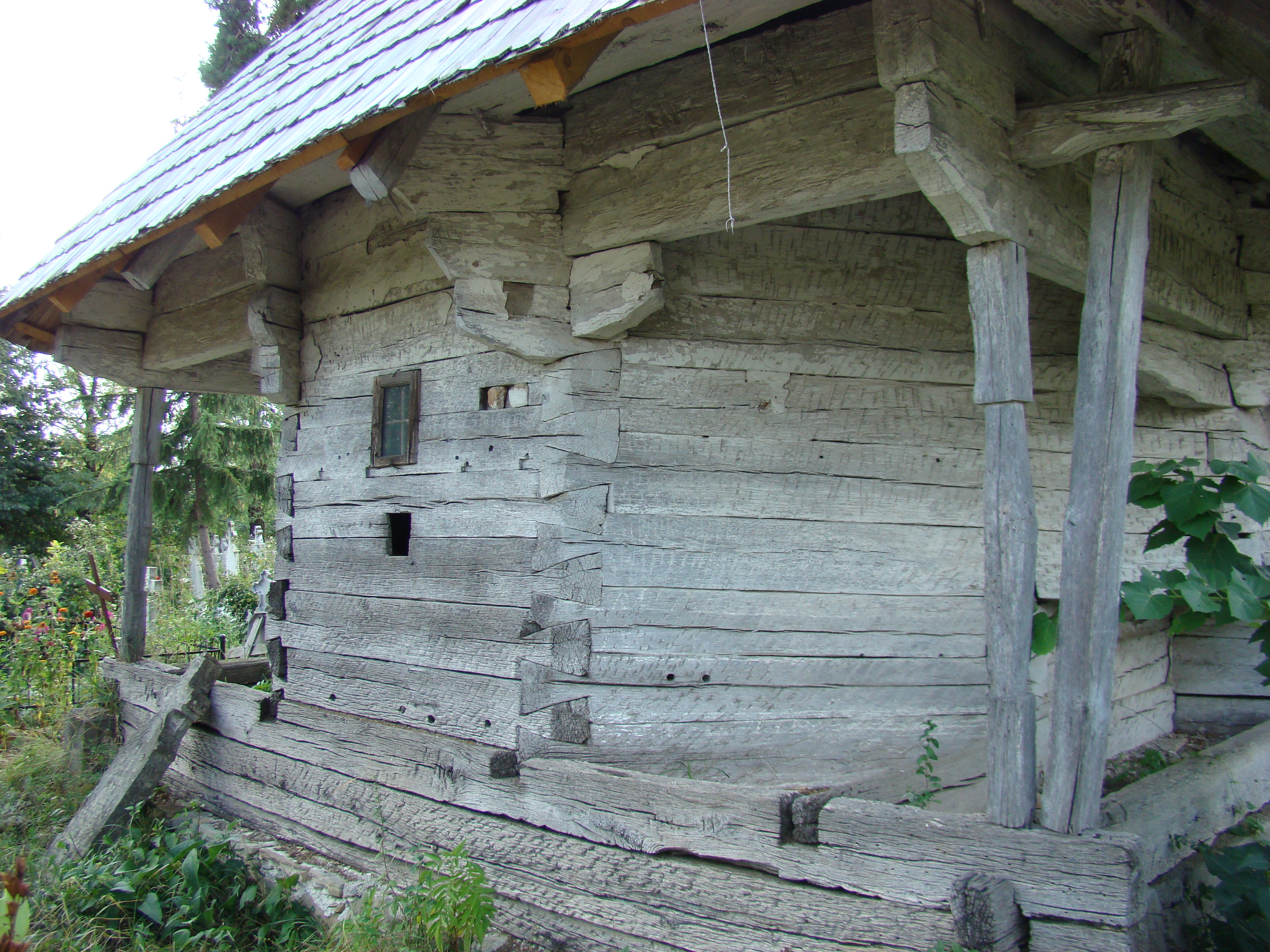
Absida altarului
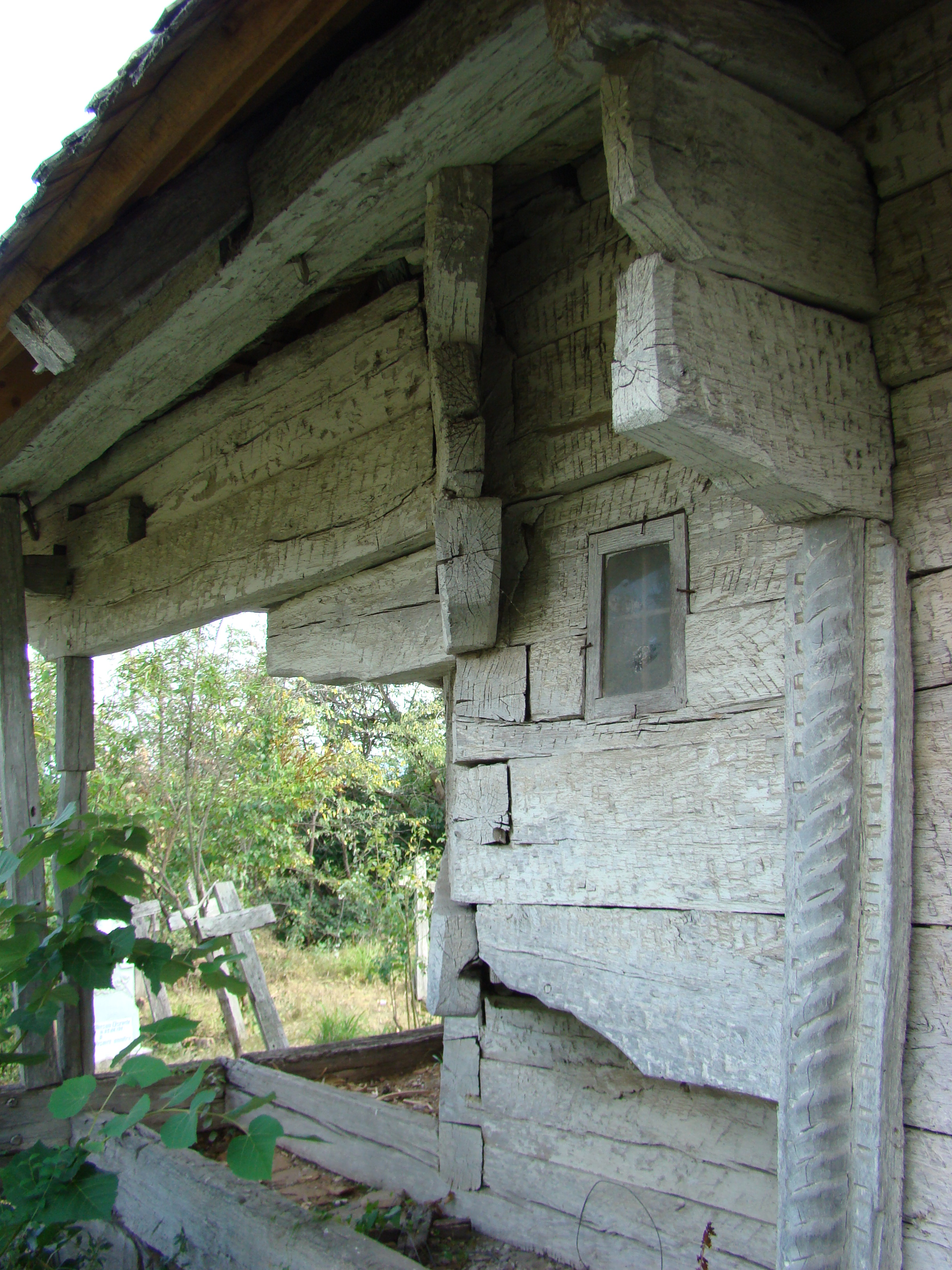
Console şi prispă la altar
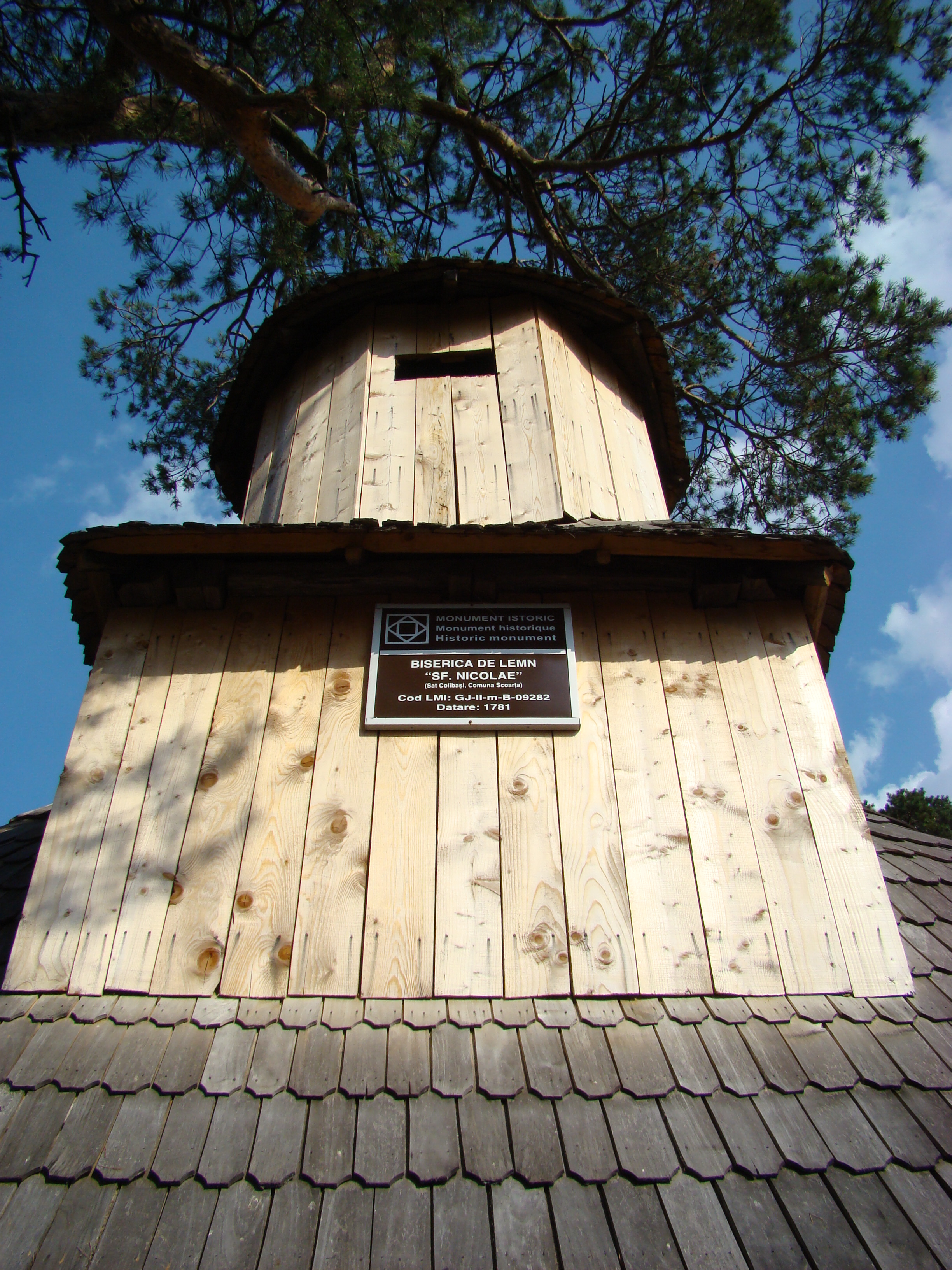
Turnul-clopotniță
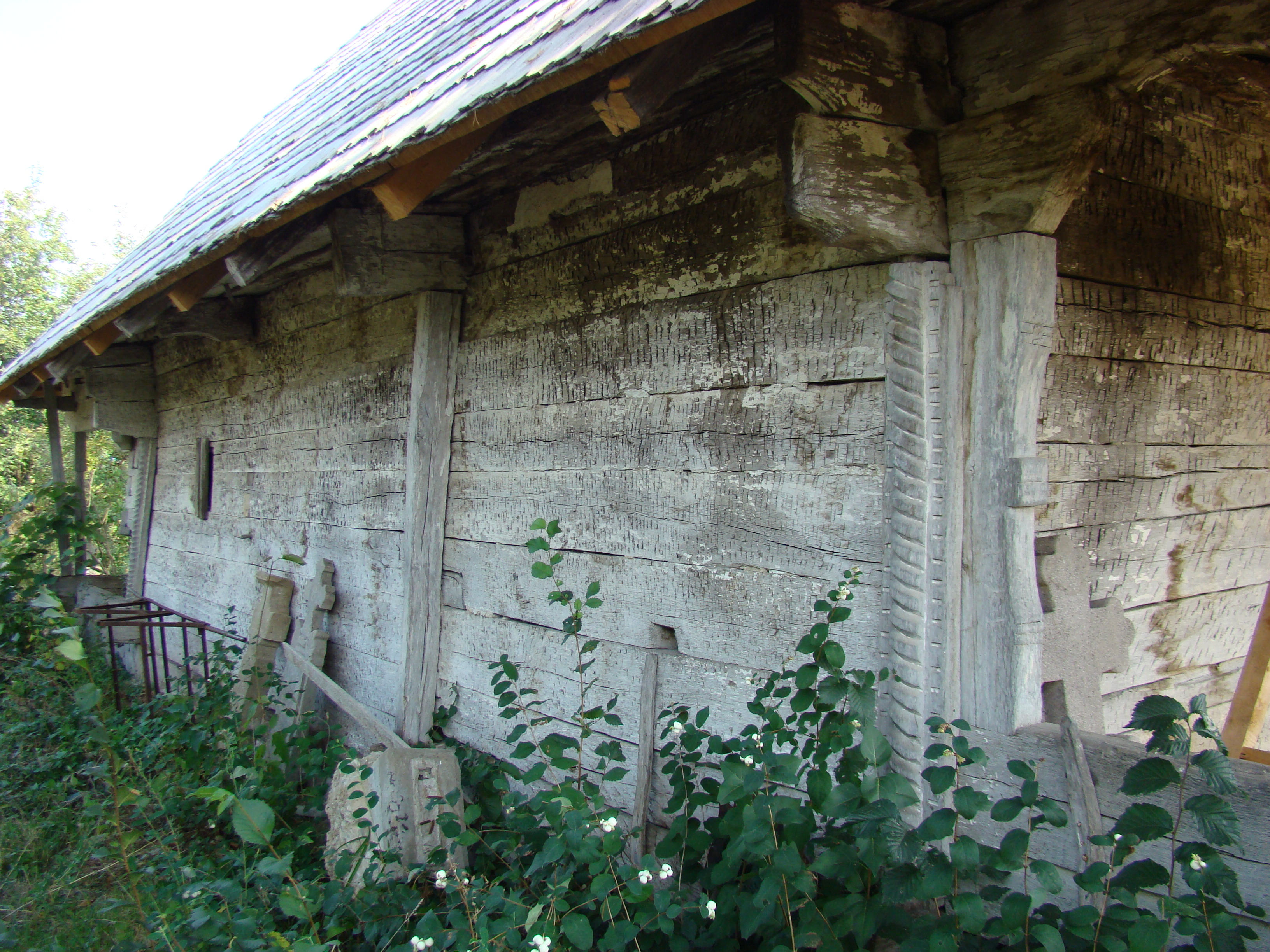
Latura de nord
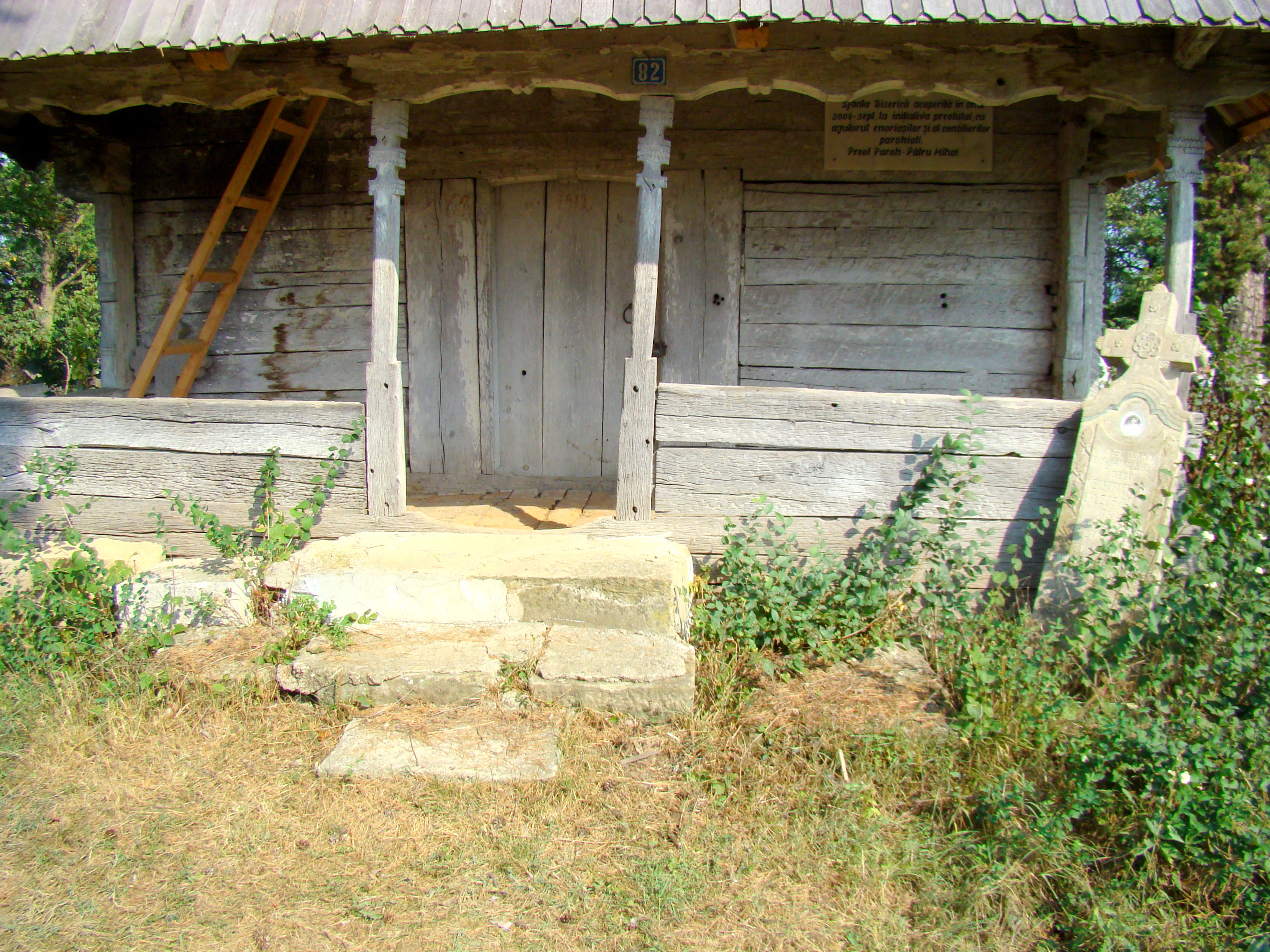
Prispa
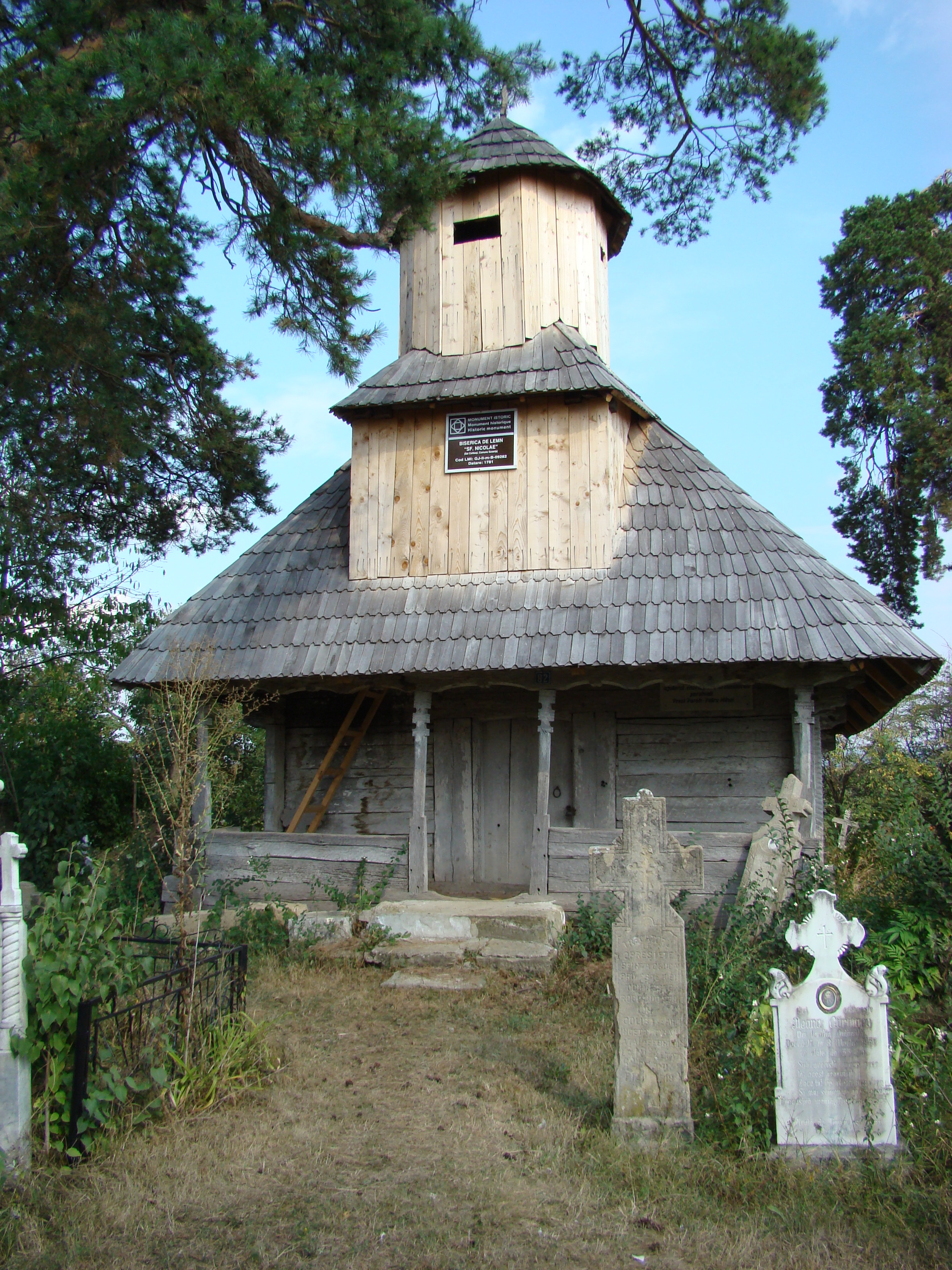
Biserica (vest)
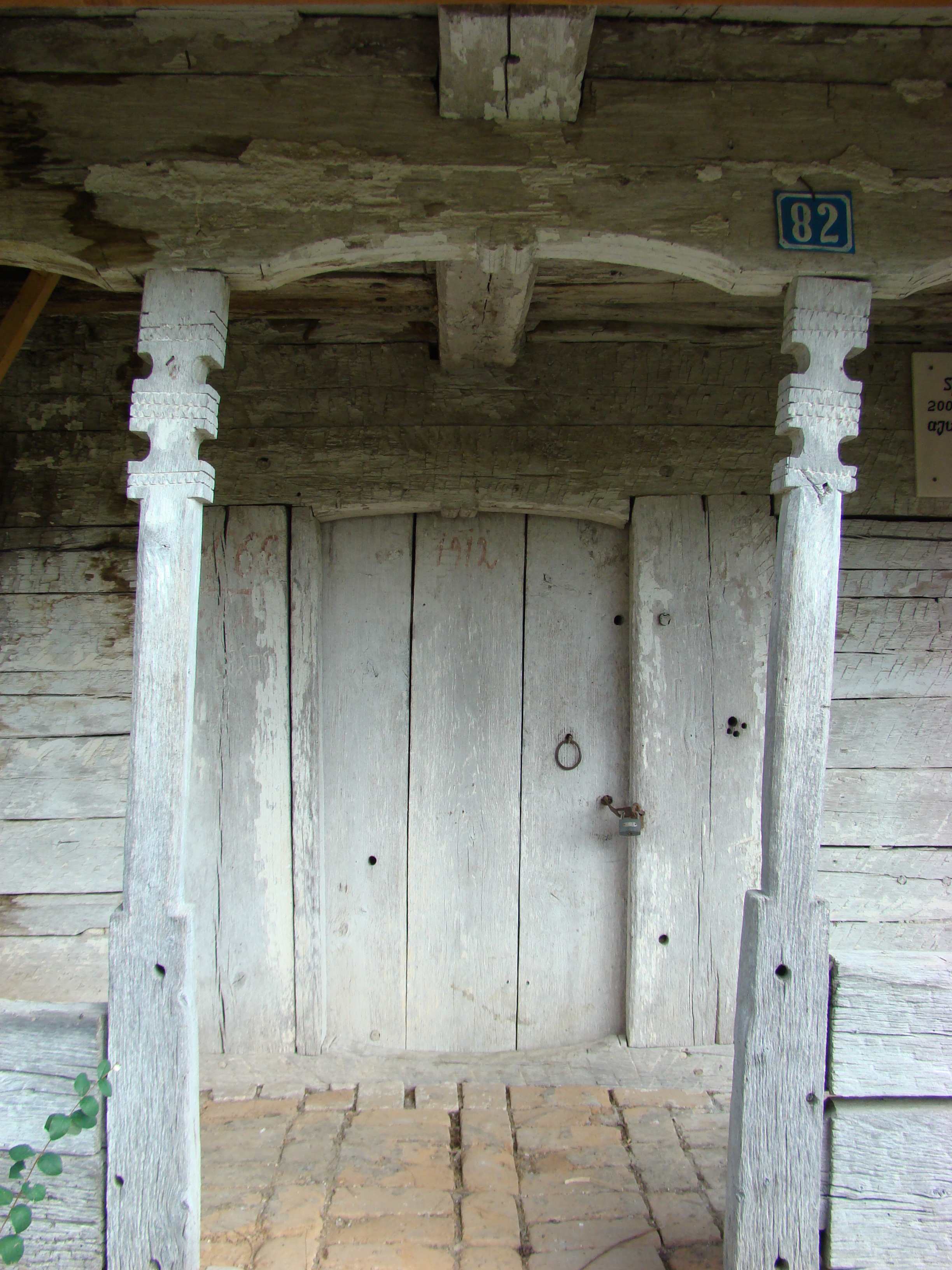
Stâlpi şi fruntar la pridvor
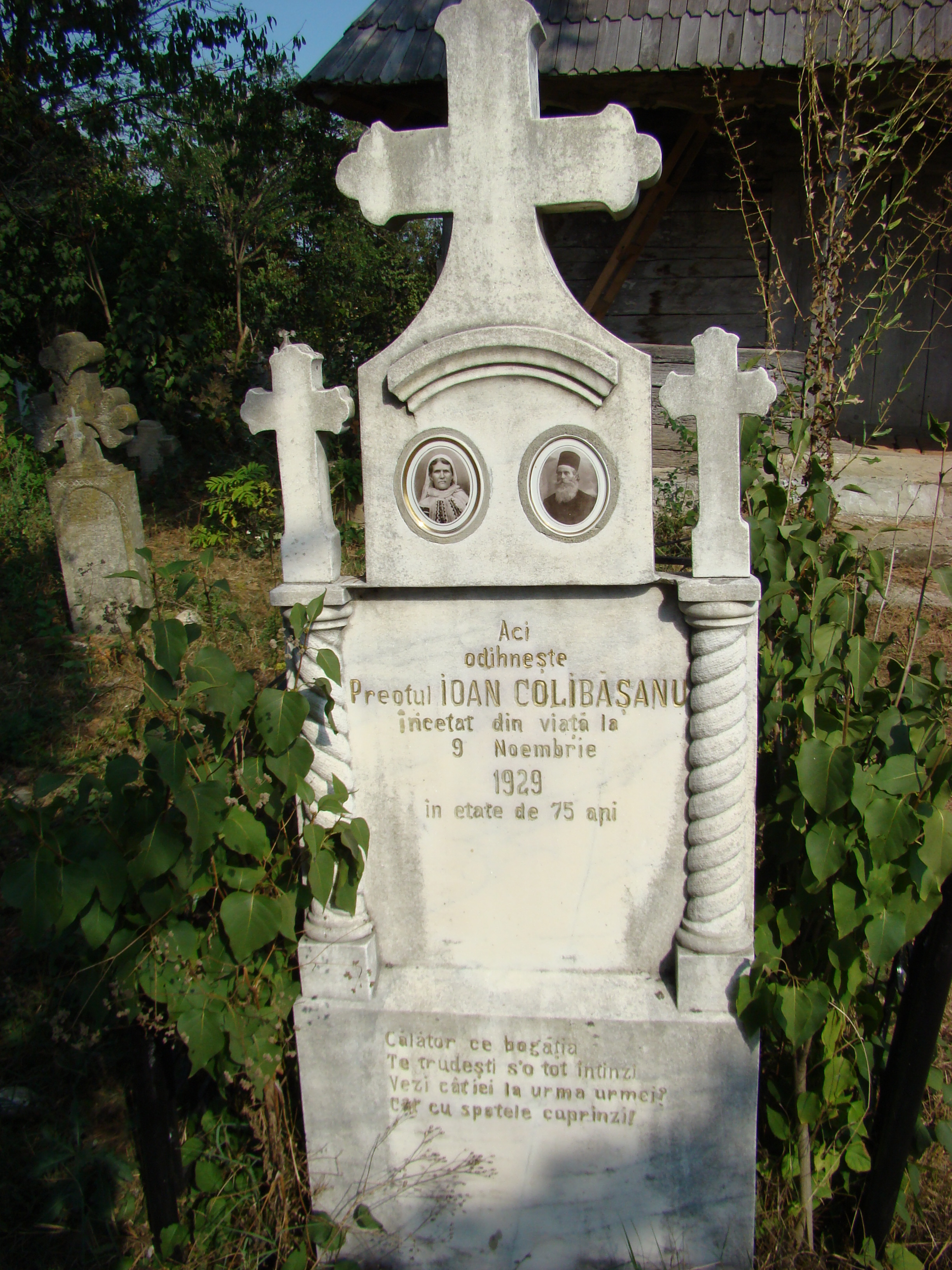
Mormântul preotului Ioan Colibășanu